# 일본국 헌법 제42조
일본국 헌법 제42조(일본어: 日本国憲法第42条)은 일본국 헌법 제4장 "국회"의 조문 중 하나이다. 양원제에 대해 규정하고 있다.

## 조문
일본국 헌법 제42조
국회는 중의원과 참의원의 양 의원(議院)으로 이를 구성한다.

## 해설
국회가 양원제임을 규정하는 조문이며, 각각 그 명칭이 "중의원"과 "참의원"임을 규정하고 있다. 중참 양원은 각각 독립된 원(院)으로서 동등한 지위를 가지지만, 일부 사안에 있어서는 중의원의 우월성이 보장되어 있다. 또한 헌법 제48조에 따라 한 사람이 중참 양원의 의원을 동시에 겸임할 수 없다. 일본 제국 헌법 하에서도 양원제를 채택하고 있었는데, 당시의 양원은 중의원과 귀족원이었다.
당초 연합군 최고사령부(GHQ)가 제시한 헌법 초안에서는 국회를 단원제로 규정했으나, 이후 수정 작업을 거치면서 이전과 같은 양원제로 결정되었다.